# 赫苏斯·利马尔多
赫苏斯·利马尔多·加斯孔（西班牙語：Jesús Limardo Gascón，1996年2月29日—）是一名委内瑞拉男子击剑运动员，主攻重剑。他的哥哥鲁文和弗朗西斯科都是击剑运动员。叔父Ruperto Gascon也是委内瑞拉国家队的教练。他在七岁时开始练习击剑，2017年时开始和两位哥哥共同征战国际大赛。